# Legends Tour Open Championship
Het Legends Tour Open Championship was een "Major"-golftoernooi van de Legends Tour. Het toernooi vond telkens plaats op de Innisbrook Golf Resort in Palm Harbor, Florida. Het werd gespeeld in een strokeplay-formule met twee ronden.

## Geschiedenis
De eerste "Major"-editie was in 2009 en de Amerikaanse Sherri Steinhauer won die editie. Ze had hiervoor 141 slagen nodig, drie onder par, en ze was ook de enige golfster die onder par speelde.
In 2011 won Michele Redman de derde editie en ze was ook de enige golfster die onder par bleef.
Van 2010 tot 2013 was ISPS Handa de hoofdsponsor van deze toernooi en werd sindsdien georganiseerd als het ISPS Handa Legends Tour Open Championship.

## Winnaressen
| Jaar | Winnares          | Score | Score | Info         |
| ---- | ----------------- | ----- | ----- | ------------ |
| 2009 | Sherri Steinhauer | 141   | –3    | [ 1 ] [ 3 ]  |
| 2010 | Rosie Jones       | 135   | –9    | [ 4 ] [ 5 ]  |
| 2011 | Michele Redman    | 142   | –2    | [ 2 ] [ 6 ]  |
| 2012 | Laura Davies R    | 141   | –5    | [ 7 ] [ 8 ]  |
| 2013 | Laurie Rinker     | 141   | –5    | [ 9 ] [ 10 ] |

| Toernooirecord |  | po = winnares na play-off |  | R = Rookie of seizoensdebuut |